# Bas allemand mennonite
Le bas allemand mennonite (Plautdietsch) est une variante du bas allemand prussien (lui-même variante du bas allemand oriental) parlé aujourd'hui par un demi-million de personnes. Il fait partie des langues menacées de disparition.
Ce dialecte s'est formé en Prusse-Orientale (à l'époque Prusse royale), aux XVIe et XVIIe siècles dans les communautés mennonites avec des éléments de vieux prussien (langue de leur région d'accueil) et de néerlandais (langue de la région dont ils étaient issus) puis s'est développé dans les communautés mennonites de l'Empire russe, après leur installation à la fin du XVIIIe siècle et au début du XIXe siècle pour former de nouvelles colonies en Nouvelle Russie, au Terek, dans le Kouban, etc.
Les mennonites de Russie ont émigré dans une première vague à la fin du XIXe siècle, lorsque l'exemption du service militaire dont ils bénéficiaient en Russie a été levée, et se sont installés dans des communautés agricoles qu'ils ont fondées au Manitoba et Saskatchewan (Canada), aux États-Unis, au Mexique (Chihuahua), au Bélize, au Brésil, au Pérou, en Bolivie et au Paraguay, conservant l'usage de leur dialecte dans leurs communautés. 
Une deuxième vague a eu lieu après la révolution de 1917 et la dékoulakisation des années 1920-1930 consécutive à la collectivisation des terres et à la famine. Les mennonites s'installent alors surtout au Canada et au Mexique.
Une troisième vague a lieu dans les décennies 1980-2000, lorsque les mennonites ont pu à l'ouverture des frontières et après la chute de l'URSS s'installer en Allemagne ou rejoindre les communautés préexistantes en Amérique du Nord et en Amérique du Sud.
Certaines communautés subsistent en petit nombre au Kazakhstan et en Kirghizie où elles avaient été déportées sous Staline.

## Plautdietsch-Freunde
L'association Plautdietsch-Freunde est une organisation fondée en 1999 pour la sauvegarde de la langue et pour son développement. Elle organise des conférences, des voyages d'études et édite une revue, Plautdietsch Frind.

## Exemple de texte
Le texte de la prière du Notre Père permet de comparer le vocabulaire du bas allemand mennonite avec le bas allemand et le hollandais.
| Plautdietsch (bas allemand mennonite)                        | Bas allemand | Néerlandais |
| ------------------------------------------------------------ | --- | --- |
| Ons Voda em Himmel,                                          | Us / Uns Vadder in'n Heven (Himmel),                                                                                             | Onze Vader, die in de hemel zijt, |
| lot dien Nome jeheilicht woare.                              | laat hilligt warrn Dien Naam. | Uw naam worde geheiligd. |
| Lot dien Rikjdom kome,                                       | Laat kamen Dien Riek, | Uw (konink)rijk kome. |
| lot dien Welle jedone woare,                                 | laat warrn dien Will, (« laat Dien Will (e)daan warrn, »)                                                                        | Uw wil geschiede, |
| uck hia oppe Ead, soo aus em Himmel;                         | so as in'n Heven, so ok op de Eerd. (« Ock heer op'e Eerd, so als in'n Himmel / Heven »)                                         | op aarde zoals in de hemel. |
| jeff ons Dach fe Dach daut Broot, daut ons fehlt;            | Us dääglich Broot giff uns vundaag (« Giff uns Dag för Dag dat Broot, wat uns fehlt »)                                           | Geef ons heden ons dagelijks brood, |
| en vejeff ons onse Schult,                                   | un vergiff us use Schuld, | en vergeef ons onze schuld, |
| soo aus wie den vejewe, dee sich jeajen ons veschuldicht ha; | as wi de vergeven hebbt, de an uns schüllig worrn sünd. (« So als wi den vergeven, de sick giegen us / uns verschülligt hett. ») | zoals ook wij vergeven onze schuldenaars / zoals ook wij aan anderen hun schuld vergeven; (« Zoals wij degene vergeven, die zich tegen ons heeft verschuldigd. ») |
| en brinj ons nich en Vesekjunk nenn,                         | Un laat uns nich versöcht warrn, (« En bring us / uns nich in de Versöken, »)                                                    | En leid ons niet in verzoeking / in bekoring, (« En breng ons niet in verzoeking, »)                                                                              |
| oba rad ons von Beeset.                                      | man maak uns frie vun dat Böös. (« Aver redd uns vun dat Böös. »)                                                                | maar verlos ons van de boze / het kwade. (« Maar red ons van de boze. »)                                                                                          |
| wiels die jehet daut Rikj,                                   | Denn dien is dat Riek, (« Wiels (to) Di höört dat Riek »)                                                                        | Want van U is het koninkrijk, |
| en dee Krauft en dee Harlichtjeit en Eewichtjeit.            | un de Kraft un de Herrlichkeit in Ewigkeit.                                                                                      | en de kracht en de heerlijkheid in eeuwigheid. |